# 2016年のル・マン24時間レース

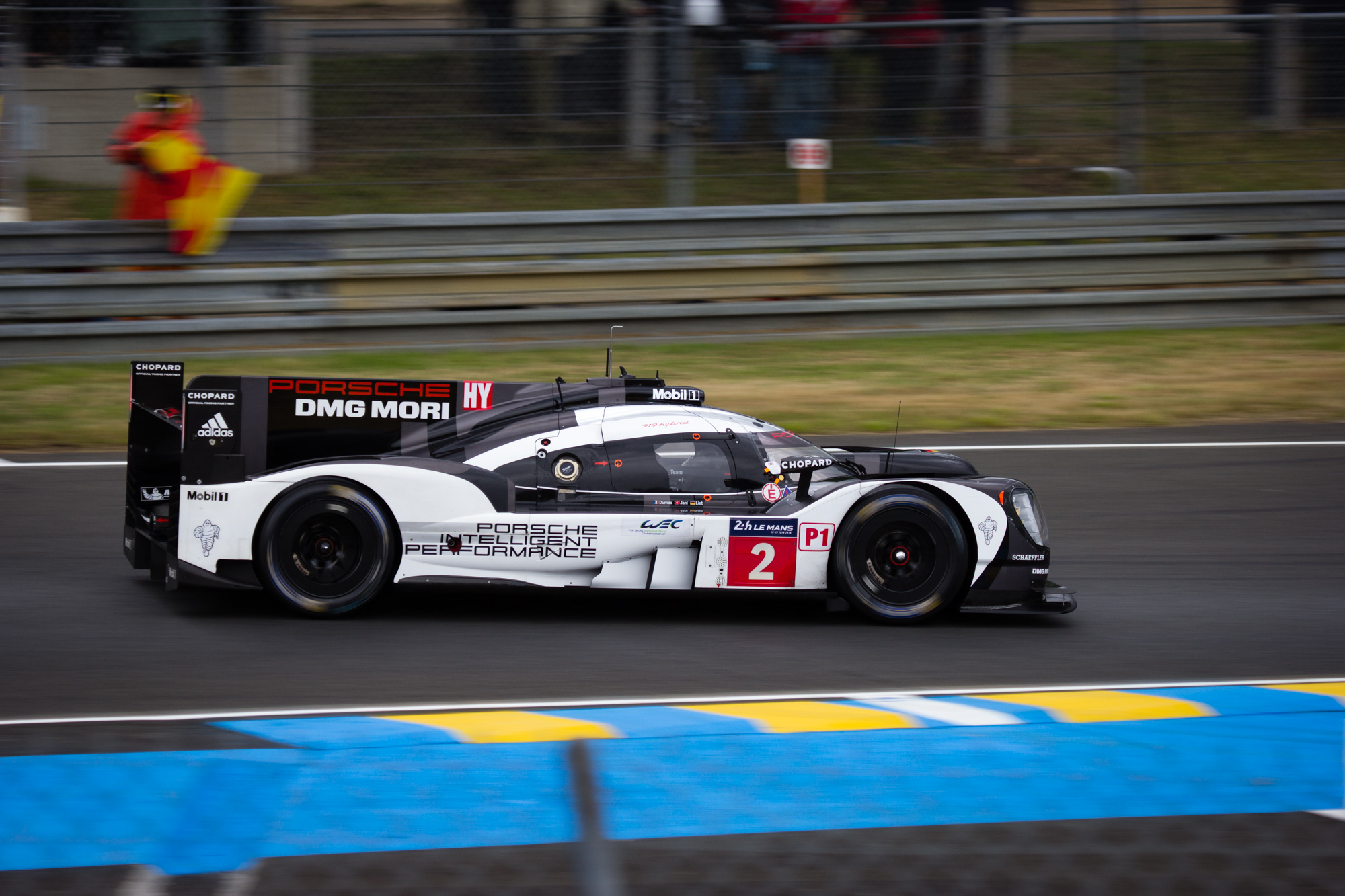
ニール・ジャニ、ロマン・デュマ、マルク・リープ組がドライブするポルシェ・919ハイブリッドの2号車が、レース時間23時間57分の時点で逆転を果たし、総合優勝した。

2016年のル・マン24時間レース（仏: 24 Heures du Mans 2016）は、フランス西部自動車クラブ (ACO) が統括する84回目のル・マン24時間レースであり、2016年のFIA 世界耐久選手権(WEC)の第3ラウンドでもある。2016年6月18日から6月19日にかけてフランスのサルト・サーキットで行われた。決勝レースの2週間前の6月5日にテストデーが実施されている。

## 概要
LMP1クラスでは、レース残り6分の時点まで首位を快走していたトヨタ・ガズー・レーシング5号車が突然スロー・ダウン後停止し、ポルシェチームの2号車に乗って2年連続でポールポジションを獲得したニール・ジャニ/ロマン・デュマ/マルク・リープ組がレース残り3分の時点で大逆転して総合優勝を果たした。ポルシェ勢は前年に引き続き2年連続の総合優勝であり、デュマは2010年大会以来2度目の総合優勝で、ジャニとリープは初の総合優勝を成し遂げた。トヨタ5号車は再始動させることに成功したもののラップ・タイムが11分53秒815もの時間を要し、「最終ラップは6分以内で周回しなければいけない」というル・マン24時間独自の規定を満たすことが出来ずに完走扱いとはならず、384周もの周回を重ねながら失格となった。3周差の2位には、ステファン・サラザン/マイク・コンウェイ/小林可夢偉組のトヨタ6号車が入り、更に9周差（トップから12周差）の3位には、トラブルに苦しんだルーカス・ディ・グラッシ/ロイック・デュバル/オリバー・ジャービス組のアウディ8号車が入った。
LMP2クラスでは、ニコラ・ラピエール/グスタヴォ・メネゼス/ステファン・リシェルミ組のシグナテック アルピーヌ・ニッサン36号車が、レース後半196ラップをリードして優勝を飾った。ラピエールは2年連続のクラス優勝となった。ロマン・ルシノフ/レネ・ラスト/ウィル・スティーブンス組のG-ドライブ・レーシング26号車が同一周回の2位に入り、ヴィタリー・ペトロフ/キリル・ラディギン/ヴィクトル・シャイタル組のオール・ロシア人チームであるSMPレーシングの37号車が4周差の3位に入った。
LMGTE Proクラスでは、初の総合優勝から50周年を迎えたアメリカのフォードが、ジョーイ・ハンド、セバスチャン・ブルデ、ディルク・ミューラーら3人が乗る68号車がクラス優勝を果たした。ジャンカルロ・フィジケラ、トニ・ヴィランデル、マッテオ・マルチェリが乗るリシ・コンペティツィオーネのフェラーリ・488 GTEの82号車は26周にも渡ってクラス首位の68号車とトップ争いを繰り広げた末にクラス2位となった。フォード68号車の姉妹車の69号車に乗るライアン・ブリスコー、スコット・ディクソン、リチャード・ウェストブルックらはクラス3位に入った。
LMGTE Amクラスでは、スクーデリア・コルサ62号車に乗るタウンゼント・ベル、ジェフ・シーガル、ビル・スウィードラーらアメリカ人ドライバーが、エマニュエル・コラール、ルイ・アグアス、フランソワ・ペロドが乗るAFコルセ83号車との接戦を制してクラス優勝を遂げた。ハリド・アル・クバイシ、パトリック・ロング、デイヴィッド・ハイネマイヤー・ハンソンが乗るアブダビ=プロトン88号車がクラス3位に入っている。

## スケジュール
| スケジュール                              | スケジュール                     | スケジュール                            |
| 日程                                      | 時刻 (CEST)                      | イベント                                |
| ル・マン テストデー スケジュール          | ル・マン テストデー スケジュール | ル・マン テストデー スケジュール        |
| ----------------------------------------- | -------------------------------- | --------------------------------------- |
| 6月5日(日)                                | 09:00 - 18:00                    | テスト・セッション                      |
| 6月12日(日)                               | 14:30 - 19:00                    | 公開車検                                |
| 6月13日(月)                               | 10:00 - 18:00                    | 公開車検                                |
| 2016年のル・マン24時間レース スケジュール |                                  |                                         |
| 6月15日(水)                               | 16:00 - 20:00                    | フリー・プラクティス                    |
| 6月15日(水)                               | 22:00 - 24:00                    | 予選                                    |
| 6月16日(木)                               | 19:00 - 21:00                    | 予選                                    |
| 6月16日(木)                               | 22:00 - 00:00                    | 予選                                    |
| 6月18日(土)                               | 09:00 - 09:45                    | ウォームアップ                          |
| 6月18日(土)                               | 15:00                            | 第84回ル・マン24時間レース スタート     |
| 6月19日(日)                               | 15:00                            | 第84回ル・マン24時間レース フィニッシュ |

## エントリー
当初ACOはル・マンの出走枠を2016年に58台、2017年に60台へと段階的に増やす計画を予定していたが、急きょ1年前倒しで本シーズンより60台に出走枠が拡大されている。

### 自動エントリー
自動エントリーの権利は前年度チャンピオンチーム、またはヨーロピアン・ル・マン・シリーズ（ELMS）、アジアン・ル・マン・シリーズ（AsLMS）の優勝者に与えられた。いくつかのシリーズにはシリーズ2位のチームにも与えられることになった。2台のウェザーテック・スポーツカー選手権からの参戦チームに関しては、その選手権の実績に依ることなくACOによって自動出走枠が与えられた。WECにフル参戦している全チームは自動的に招待枠を得た。自動エントリーが認められたチームは、車両は前年度の車両から変更することができるが、カテゴリーの変更は認められない。ELMSのLMGTEカテゴリーの優勝者と2位には、LMGTE ProかLMGTE Amか出場するクラスを2つのカテゴリーから選択する権利が与えられる。ELMSのLMP3クラスの優勝者には本戦でのLMP2クラスの参戦が必須となるが、AsLMSのLMP3クラスの優勝者に関しては本戦で参戦するカテゴリーをLMP2クラスかLMGTE Amクラスか選択する権利が与えられた。ELMSのGTCクラスのからの優勝者はLMGTE Amクラスしかエントリーできない。
14の自動出走枠が用意されたが、3チームが本戦の参戦を辞退している。その内の2チームは、2016年シーズンのELMSに参戦していないチームLNTとマルク・VDSである。一方で、前年のル・マンのLMGTE Amクラス優勝者として自動出走枠を得ていたSMPレーシングは、チームの系列の（オーナーを同じくする）マニュファクチャラーが開発したプロトタイプレーシングカーであるBRエンジニアリング・BR01が投入されるLMP2クラスのレースに集中する為にLMGTE Amクラスでの参戦を見合わせることとなった。この結果、LMGTE AmクラスでのSMPレーシングのタイトル防衛の可能性はレース前の時点で早くも消滅することになった。
| エントリー条件                                              | LMP1                           | LMP2                                   | LMGTE Pro                              | LMGTE Am                 |
| ----------------------------------------------------------- | ------------------------------ | -------------------------------------- | -------------------------------------- | ------------------------ |
| 前年度優勝                                                  | ポルシェチーム                 | KCMG                                   | SMPレーシング                          | コルベット・レーシング   |
| ヨーロピアン・ル・マン・シリーズ優勝 (LMP2とLMGTE)          |                                | グリーヴス・モータースポーツ           | フォーミュラ・レーシング               | フォーミュラ・レーシング |
| ヨーロピアン・ル・マン・シリーズ2位 (LMGTE)                 |                                | BMW・スポーツ・トロフィー・マルク・VDS | BMW・スポーツ・トロフィー・マルク・VDS |                          |
| ヨーロピアン・ル・マン・シリーズ (LMP3とGTC)                | チームLNT                      | TDSレーシング                          |                                        |                          |
| ウェザーテック・スポーツカー選手権 「at-large」枠エントリー | マイケル・シャンク・レーシング | スクーデリア・コルサ                   |                                        |                          |
| 2015–16年のアジアン・ル・マン・シリーズ優勝 (LMP2とGT)      | レース・パフォーマンス         | クリアウォーター・レーシング           |                                        |                          |
| 2015–16年のアジアン・ル・マン・シリーズ優勝 (LMP3)          | DCレーシング                   | DCレーシング                           |                                        |                          |

### ガレージ56

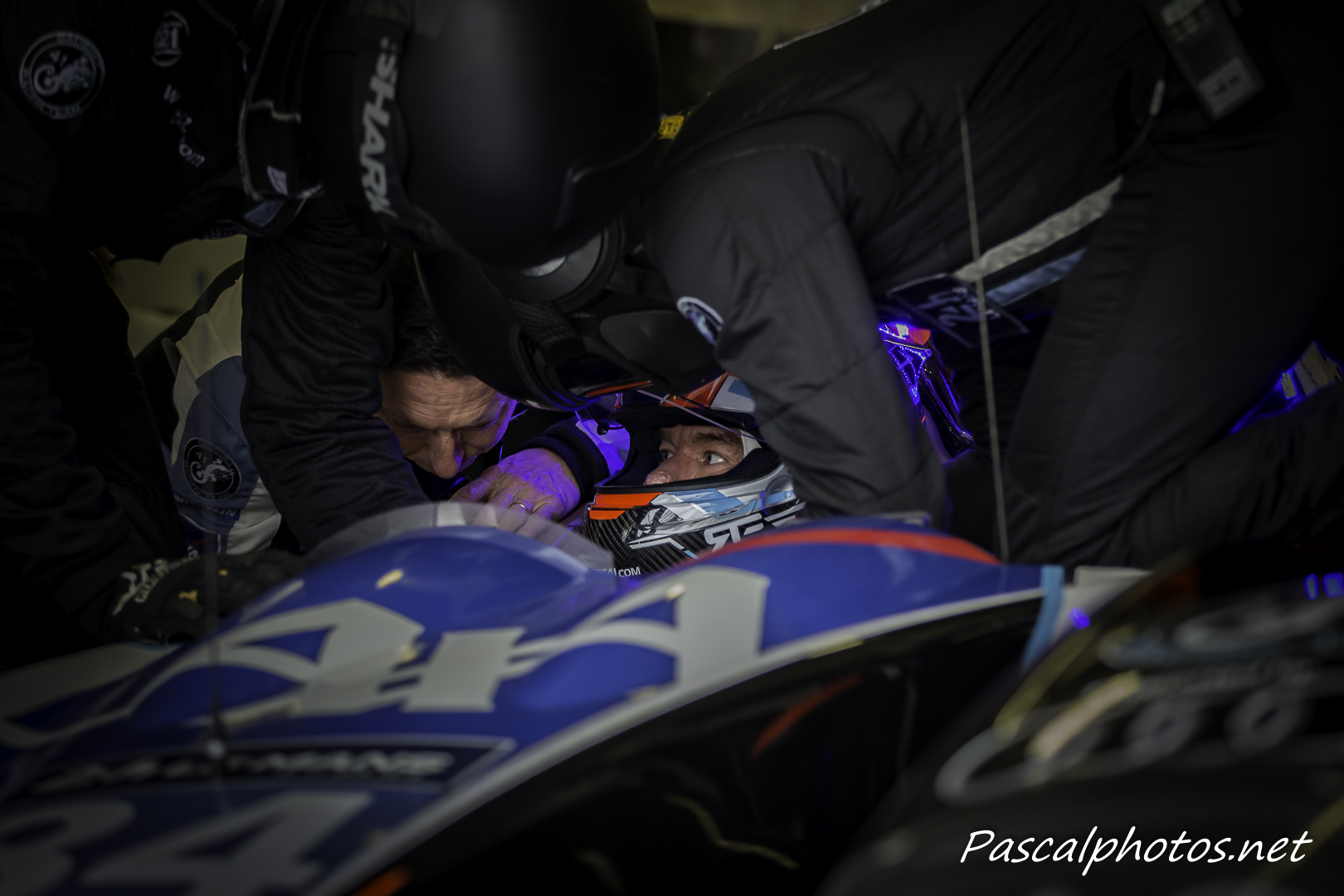
モーガン・LMP2のコクピットに乗り込むフレデリック・ソーセの様子。

新技術を採用した車両に与えられる「ガレージ56」の出場枠については、2015年においては選考自体が見送られたが、2016年の本レースでは2年振りに復活している。炎壊疽性筋膜炎によって四肢を切断したフランス人ドライバーのフレデリック・ソーセ(Frederic Sausset)が率いる「ソーセ・レーシングチーム41」（「SRT41」）は、オンローク・オートモーティヴと共同開発して健常者の2人のドライバーのみならず手足のないソーセでもドライブ出来るように改造したモーガン・LMP2で参戦した。その福祉改造車両は、ソーセの大腿部からアクセルとブレーキを操作可能にしたパドルが搭載された。ハンドルに相当する方向操舵の為の装置は、ソーセのドライブ時について、ソーセの右腕に着用する義肢とつながる特製アダプターに取り換えられるようにした。その車両は、健常者である同僚ドライバーに関しては通常の運転操作で運転できるようにされている。「SRT41」は当初新しいアウディ製エンジンを搭載する予定を立てていたが、その後LMP2カー用標準エンジンとして普及しているニッサン製エンジンに変更している。チームは、ル・マンに先駆けて開催されたヨーロピアン・ル・マン・シリーズの開幕戦のシルバーストン・ラウンドに参戦したが、これはガレージ56枠のエントリー車両がル・マン前に他のレースに出走する初のケースとなった。

### エントリーリスト
2016年2月5日、WECとELMSと一緒にエントリーの発表が行われ、ACOはそこでフル・グリッド枠となる60台の車両と10台のリザーブチームから成るエントリーリストを発表した。

### リザーブ
ACOから公表された10台のリザーブチームは、公式のテスト・セッション前に撤退したエントリーチームが現れた場合、替わって出場機会を得ることが出来る。「グリーヴス・モータースポーツ」、「ライリー・モータースポーツ」、「プロトン・コンペティション」は、後にその予備エントリーを撤回した。「アルガルヴェ・プロ・レーシング」は、LMGTE Amクラスにアストンマーティン車でエントリーしていたTDSレーシングが撤退した時、替わって本戦の出場枠を得ている。6台のリザーブチーム（「ペガサス・レーシング」と「チームAAI」のセカンドチームに1台のみの登録であった「JMWモータースポーツ」、「クラージュ」、「オーク・レーシング」並びに「ドラゴン・スピード」）は、本戦出場の機会を得ないままテストデーを迎えることとなった。

## テスト・セッションとフリー・プラクティス

サルト・サーキットのレイアウト

6月5日に公式テストデーが、エントリーしている60台のレースカーの参加により前後2回のセッションに分けて行われた。1回目のセッションでは、ポルシェ2号車のニール・ジャニが3分22秒334のトップタイムを出した。2台のポルシェ車の後に、2台のアウディ車、そして2台のトヨタが続いた。6台レースカーを投入しているオレカ・05はLMP2カテゴリーのタイム上位を独占し、アルピーヌ・A460の名義でオレカ・05を走らせたシグナテック・アルピーヌの36号車に乗ったニコラ・ラピエールが同カテゴリーのトップタイムを出し、同一車両であるユーラシア・モータースポーツとマノー・モータースポーツが後に続いた。LMGTE Proクラスではポルシェが92号車と91号車で1-2を占め、コルベット63号車が続いた。LMGTE Amクラスでは、AFコルセのフェラーリ55号車がトップタイムを出し、スクーデリア・コルサのフェラーリ車が続いた。
2回目のセッションでは、アウディ8号車のルーカス・ディ・グラッシが3分21秒375のタイムを出してトップに躍り出た。2番手のタイムは、タイムを更新したポルシェ1号車のマーク・ウェバーが出した。アウディ8号車はサスペンションの不具合による問題が発生し、その修理の為にセッションの時間の多くを費やすことになった。ユーラシア・モータースポーツ33号車のトリスタン・ゴマンディは、LMP2クラスの最速ラップを叩き出してシグナテック・アルピーヌの前に出た。マイケル・シャンク・レーシングのリジェ・ホンダ49号車に乗るオズワルド・ネグリ・ジュニアがセッションの残り1時間を切った時間帯で事故を起こした為、テスト・セッションは早々に切り上げられることになった。コルベット・レーシングの63号車に乗るアントニオ・ガルシアは2台のポルシェを抑えてLMGTE Proクラスのトップタイムを出した。LMGTE Amクラスでは、ラルブル・コンペティションのコルベット50号車をドライブするリザーブ・ドライバーのニック・カッツブルクがセッション1回目の最速タイムを塗り替えている。
予選の前に1回のセッションのみが実施されるフリー・プラクティスは、6月15日の16時より4時間の予定で行われた。セッションの途中から雨が降り始め、一時は土砂降りとなるコンディションであった為、クラッシュが相次ぐこととなる。アウディ8号車はセッションの大半の時間をリードしていたが、終盤になってブレンドン・ハートリーがドライブするポルシェ1号車が抜き、更に残り10分を切ったところでニール・ジャニがドライブするポルシェ2号車が3分22秒011のトップタイムを出した。LMP2クラスではKCMG47号車がシグナテック・アルピーヌ36号車とパニス・バルテズ・コンペティションのリジェ23号車を抑えてトップタイムを出した。LMGTE Proクラスでは、フォード・GTとフェラーリ・488 GTEがリードし、AFコルセ51号車とリシ・コンペティツィオーネ82号車の2台のフェラーリ車に抜かれるまで3台のフォード車がクラスを引っ張っていた。LMGTE Amクラスでは、スクーデリア・コルサ62号車がセッションの大半をリードしていたが、残り15分を切った時点でル・マンのルーキー・チームであるクリアウォーター・レーシング61号車のロブ・ベルがクラス最速タイムを出した。
ピエーレ・カファーが乗るバイコレス・レーシングチームのCLM・AER4号車はミュルサンヌ・ストレートで出火した為に1回目の赤旗が出された。ルーカス・ディ・グラッシがドライブしていたアウディ8号車もクラッシュし、セッション終了後には40分にも渡って（おそらくサスペンションの問題で）ガレージ作業に追い込まれていた。2回目の赤旗は、終了35分前にRGRスポーツ43号車に乗るブルーノ・セナがインディアナポリス・コーナーでタイヤバリアに突っ込んで出された。セッション終盤にはステファン・サラザンがドライブしていたトヨタ6号車がインディアナポリス・コーナー出口で姿勢を乱してバリアに衝突し損傷した。間もなくペガサス・レーシング28号車に乗るイネス・テッタンジェもインディアナポリス・コーナーでクラッシュして最後の赤旗が出され、セッションはそのまま終了となった。

## 予選
全60台のレースカーによってトータルで6時間3セッションにも及ぶ予選が実施された。1回目のセッションはフリープラクティスとは異なり、ドライコンディションで行なわれている。翌日の2回目と3回目のセッションではセッション中に雨が降った為、結果的に1回目のみが唯一雨に祟られないセッションとなり、1回目のセッションで決勝のグリッド順位がほぼ確定することになった。
フリー・プラクティスの後に行われた予選1回目のセッションでは、ニール・ジャニがドライブするポルシェ2号車が3分19秒733のトップタイムを出し、そのままポールポジションを獲得することになった。ジャニとポルシェチームのポール獲得は2年連続であり、それからほぼ0.5秒差で姉妹車のポルシェが2番手グリッドを得た。トヨタ6号車のステファン・サラザンは更に0.5秒差の3番グリッドを、続いてトヨタ5号車が4番グリッドを獲得した。アウディは2台については1回目のセッションで、7号車は燃料コネクタの問題、8号車はフロントのドライブトレインのトラブルに苦しみ、結局ポールを獲得したポルシェからおよそ3秒差のタイムで5番手と6番手になっている。ドミニク・クライハマーは、レベリオン・レーシング13号車はLMP1のプライベーターの中ではトップタイムを獲得したが、バイコレスはフリー・プラクティスでの出火の修理の対応に追われ、1回目のセッションには出場できずタイム不計測であった。
LMP2のカテゴリーでは、G-ドライブ・レーシング26号車のレネ・ラストが1回目のセッションの残り15分の時間帯に3分36秒605のラップタイムを出し、シグナチュール・チームとシグナテック・アルピーヌを抑えて同クラスのポールを獲得した。バシー・DCレーシング・アルピーヌ35号車はクラス2位グリッドを、シグナテック・アルピーヌ36号車はクラス3位グリッドを得た。ユーラシア・モータースポーツ33号車の蒲俊錦はテルトル・ルージュ近くの事故により、車のフロントとリアエンドに深刻なダメージを被ることになった。
LMGTE Proのカテゴリーでは、ル・マンでデビューした新型のフォード・GTが席巻し、フォード・チップ・ガナッシ・チームUSA68号車をドライブするシュテファン・ミュッケが3分51秒185のクラストップタイムを出し、69号車も0.3秒差でクラス2番手に入っている。フェラーリの新モデル488 GTEのAFコルセ51号車がクラス3番手に入ったが、その直後にはフォードのフォード・チップ・ガナッシ・チームUKというイギリスチーム2台がクラス4番手と5番手として入り、この後フェラーリをレースカーとするチーム2台が続いた。ポルシェ・モータースポーツ92号車は、クラストップのタイムよりほぼ4秒遅れを取るラップタイムであった。リシ・コンペティツィオーネ82号車のジャンカルロ・フィジケラはポルシェ・カーブでスピンを喫してグラベルに嵌り、この予選のセッションで唯一となる赤旗中断の状況を招いている。
LMGTE Amのカテゴリーでは、クリアウォーター・レーシング61号車のフェラーリ・458イタリア・GT2を駆るロブ・ベルが3分56秒827のクラストップタイムを出した。クラス2番手にはアストンマーティン98号車が入り、続いてAFコルセの2台が3番手と4番手に入った。
翌日の16日に行われた予選の2回目のセッションでは、セッション開始時はドライの状況であったものの、途中で雨に見舞われることになる。雨が降り始める前のセッション開始およそ30分程の時間帯では、前日の予選タイムを更新出来たLMP2とLMGTEのチームもいくつか現れている。このセッション開始時の貴重なドライの時間帯を活かしてタイムを大幅に更新したチームを次に挙げる。まず一つ目がLMGTE Amクラスの「アブダビ・プロトン・レーシング」の88号車で、クラス3番手までタイムを上げている。1回目のセッションではウェットコンディションの為に1周も出来なかったバイコレス4号車は3分34秒168のタイムを出して総合9番手に食い込む。LMP2クラスのペガサス・レーシング28号車はわずかにタイムを更新してクラス15番手に上げた。ポルシェ1号車は、このセッションにおけるトップタイムを出したが、それでも1回目のセッションの暫定ポールのタイムより3秒強遅れたものであった。2回目のセッションはドライの状態に回復することなく終了し、各カテゴリーのトップタイムはどれも更新されなかった。4台のアストンマーティン車全てがエンジンの交換を選択し、このセッションではタイムを出さなかった。
3回目のセッションは、予定開始時間からおよそ1時間15分遅れの午後11時過ぎの天候が小雨となった段階で開始されているが、10分も経過しない内に天候は豪雨に変わり、間もなく数台がハイドロプレーニング現象の状況に陥り、幾つかのコーナーでは霧で視界が遮られるなどの走行に危険な状態となった為、再びセッションが中断された。雨が小降りとなりセッションが再開した時点では、多くのチームがセッションに復帰せず、ラップタイムもほとんど更新されることなく予選は終了した。なお、トヨタ6号車の小林可夢偉がこの3回目のセッションにおいてのトップタイムを出している。
予選の結果に基づき、ACOは性能調整の為、LMGTE Proクラスのフォード・GTに10 kg (22 lb)のバラストを課すと共にターボチャージャーの過給圧を下げさせ、フェラーリ・488には25 kg (55 lb)のバラストを課して、そのパフォーマンスを落とさせた。似たように、アストンマーティンとコルベットにはそのパフォーマンスを上げさせる為にエアリストリクターを拡大させて吸気量を増やさせた。ポルシェ・911 RSRには特にパフォーマンスに関する変更はなかった。
予選1回目のセッションで、5番手であったアウディ8号車は規定より多くの燃料を使っていたことが分かり、ベスト・タイムを取り消されている。その結果、替わってアウディ7号車が5番手グリッドに上がり、8号車は6番手グリッドに下がった。

### 予選結果
各クラスのポールポジションは太字で表示。最速タイムは灰色地で表示。
| 順位 | クラス    | No. | チーム                                     | 予選1回目 | 予選2回目 | 予選3回目 | 差      | グリッド |
| ---- | --------- | --- | ------------------------------------------ | --------- | --------- | --------- | ------- | -------- |
| 1    | LMP1      | 2   | ポルシェチーム                             | 3:19.733  | 3:25.511  | 3:54.164  |         | 1        |
| 2    | LMP1      | 1   | ポルシェチーム                             | 3:20.203  | 3:23.307  | 3:58.828  | +0.470  | 2        |
| 3    | LMP1      | 6   | トヨタ・ガズー・レーシング                 | 3:20.737  | 3:25.899  | 3:50.934  | +1.004  | 3        |
| 4    | LMP1      | 5   | トヨタ・ガズー・レーシング                 | 3:21.903  | 3:24.399  | 3:51.693  | +2.170  | 4        |
| 5    | LMP1      | 7   | アウディ・スポーツチーム ヨースト          | 3:22.780  | 3:45.468  | 3:51.632  | +3.047  | 5        |
| 6    | LMP1      | 8   | アウディ・スポーツチーム ヨースト          | 3:22.823  | 3:26.680  | 3:57.475  | +3.090  | 6        |
| 7    | LMP1      | 13  | レベリオン・レーシング                     | 3:26.586  | 3:30.010  | No time   | +6.853  | 7        |
| 8    | LMP1      | 12  | レベリオン・レーシング                     | 3:27.348  | 3:27.573  | No time   | +7.615  | 8        |
| 9    | LMP1      | 4   | バイコレス・レーシングチーム               | No Time   | 3:34.168  | 4:16.377  | +14.435 | 54       |
| 10   | LMP2      | 26  | G-ドライブ・レーシング                     | 3:36.605  | 4:04.887  | 4:22.328  | +16.872 | 9        |
| 11   | LMP2      | 35  | バシー・DCレーシング アルピーヌ            | 3:37.175  | 3:39.559  | No Time   | +17.442 | 10       |
| 12   | LMP2      | 36  | シグナテック アルピーヌ                    | 3:37.225  | 3:40.895  | 4:22.855  | +17.492 | 11       |
| 13   | LMP2      | 44  | マノー                                     | 3:38.037  | No Time   | 4:11.686  | +18.304 | 12       |
| 14   | LMP2      | 49  | マイケル・シャンク・レーシング             | 3:38.837  | 3:51.759  | 4:12.280  | +19.104 | 13       |
| 15   | LMP2      | 31  | エクストリーム・スピード・モータースポーツ | 3:39.366  | 3:40.436  | No Time   | +19.633 | 14       |
| 16   | LMP2      | 46  | ティリエ・バイ・TDSレーシング              | 3:39.375  | 3:40.611  | 4:16.988  | +19.642 | 15       |
| 17   | LMP2      | 42  | ストラッカ・レーシング                     | 3:39.394  | 3:44.142  | 4:38.254  | +19.661 | 16       |
| 18   | LMP2      | 47  | KCMG                                       | 3:39.436  | 3:39.562  | 4:20.181  | +19.703 | 17       |
| 19   | LMP2      | 23  | パニス-バルテズ・コンペティション          | 3:39.470  | 3:45.018  | No Time   | +19.737 | 18       |
| 20   | LMP2      | 33  | ユーラシア・モータースポーツ               | 3:40.631  | 4:14.491  | 4:25.627  | +20.898 | 19       |
| 21   | LMP2      | 38  | G-ドライブ・レーシング                     | 3:40.685  | 4:01.981  | No Time   | +20.952 | 20       |
| 22   | LMP2      | 43  | RGRスポーツ・バイ・モラン                  | 3:40.899  | 3:44.198  | No Time   | +21.166 | 21       |
| 23   | LMP2      | 27  | SMPレーシング                              | 3:41.132  | 3:41.457  | No Time   | +21.399 | 55       |
| 24   | LMP2      | 28  | ペガサス・レーシング                       | 3:42.049  | 3:41.285  | No Time   | +21.552 | 56       |
| 25   | LMP2      | 30  | エクストリーム・スピード・モータースポーツ | 3:41.406  | 4:14.456  | No Time   | +21.673 | 57       |
| 26   | LMP2      | 37  | SMPレーシング                              | 3:42.147  | 3:41.776  | 4:14.389  | +22.043 | 22       |
| 27   | LMP2      | 25  | アルガルヴェ・プロ・レーシング             | 3:44.185  | 3:42.088  | 4:25.507  | +22.355 | 23       |
| 28   | LMP2      | 41  | グリーヴス・モータースポーツ               | 3:43.915  | 3:42.570  | 4:20.041  | +22.837 | 24       |
| 29   | LMP2      | 48  | マーフィ・プロトタイプス                   | 3:43.508  | 3:45.067  | No Time   | +23.775 | 25       |
| 30   | LMP2      | 34  | レース・パフォーマンス                     | 3:43.590  | 3:45.711  | 4:30.900  | +23.857 | 26       |
| 31   | LMP2      | 22  | SO24!・バイ・ロンバール・レーシング        | 3:48.585  | 3:44.347  | No Time   | +24.614 | 58       |
| 32   |           | 84  | SRT41・バイ・オーク・レーシング            | 3:45.178  | 4:01.607  | No Time   | +25.445 | 27       |
| 33   | LMP2      | 40  | クローン・レーシング                       | 3:45.213  | 3:45.978  | 4:28.397  | +25.480 | 59       |
| 34   | LMGTE Pro | 68  | フォード・チップ・ガナッシ・チームUSA      | 3:51.185  | 3:53.672  | 4:24.174  | +31.452 | 28       |
| 35   | LMGTE Pro | 69  | フォード・チップ・ガナッシ・チームUSA      | 3:51.497  | 3:53.603  | No Time   | +31.764 | 29       |
| 36   | LMGTE Pro | 51  | AFコルセ                                   | 3:51.568  | 3:53.218  | No Time   | +31.835 | 30       |
| 37   | LMGTE Pro | 67  | フォード・チップ・ガナッシ・チームUK       | 3:51.590  | 3:55.750  | 4:43.500  | +31.857 | 31       |
| 38   | LMGTE Pro | 66  | フォード・チップ・ガナッシ・チームUK       | 3:52.038  | 3:58.358  | No Time   | +32.305 | 32       |
| 39   | LMGTE Pro | 71  | AFコルセ                                   | 3:52.508  | 3:55.066  | No Time   | +32.775 | 33       |
| 40   | LMGTE Pro | 82  | リシ・コンペティツィオーネ                 | 3:53.176  | 3:55.032  | 4:20.044  | +33.443 | 34       |
| 41   | LMGTE Pro | 92  | ポルシェ・モータースポーツ                 | 3:54.918  | 3:57.128  | 4:22.135  | +35.185 | 35       |
| 42   | LMGTE Pro | 95  | アストンマーティン・レーシング             | 3:55.261  | No Time   | 4:34.298  | +35.528 | 36       |
| 43   | LMGTE Pro | 91  | ポルシェ・モータースポーツ                 | 3:55.332  | 3:56.792  | No Time   | +35.599 | 37       |
| 44   | LMGTE Pro | 97  | アストンマーティン・レーシング             | 3:55.380  | No Time   | 4:40.166  | +35.647 | 38       |
| 45   | LMGTE Pro | 77  | デンプシー-プロトン・レーシング            | 3:55.426  | 3:57.082  | No Time   | +35.693 | 39       |
| 46   | LMGTE Pro | 64  | コルベット・レーシング - GM                | 3:55.848  | 3:58.493  | 4:23.080  | +36.115 | 40       |
| 47   | LMGTE Am  | 61  | クリアウォーター・レーシング               | 3:56.827  | 4:06.801  | No Time   | +37.094 | 41       |
| 48   | LMGTE Am  | 98  | アストンマーティン・レーシング             | 3:57.198  | No Time   | 4:44.651  | +37.465 | 42       |
| 49   | LMGTE Am  | 88  | アブダビ・プロトン・レーシング             | 3:59.861  | 3:57.513  | 4:33.443  | +37.780 | 43       |
| 50   | LMGTE Am  | 55  | AFコルセ                                   | 3:57.596  | 3:59.469  | 4:36.723  | +37.863 | 44       |
| 51   | LMGTE Am  | 83  | AFコルセ                                   | 3:57.742  | 4:03.676  | No Time   | +38.009 | 45       |
| 52   | LMGTE Pro | 63  | コルベット・レーシング - GM                | 3:57.967  | 3:59.268  | No Time   | +38.234 | 60       |
| 53   | LMGTE Am  | 50  | ラルブル・コンペティション                 | 3:58.018  | 4:27.530  | 4:32.498  | +38.285 | 46       |
| 54   | LMGTE Am  | 60  | フォーミュラ・レーシング                   | 3:58.760  | 4:03.851  | 4:25.994  | +39.027 | 47       |
| 55   | LMGTE Am  | 78  | KCMG                                       | 3:59.245  | 3:59.034  | No Time   | +39.301 | 48       |
| 56   | LMGTE Am  | 62  | スクーデリア・コルサ                       | 4:00.008  | 4:05.643  | No Time   | +40.275 | 49       |
| 57   | LMGTE Am  | 89  | プロトン・コンペティション                 | 4:01.215  | 4:00.107  | No Time   | +40.374 | 50       |
| 58   | LMGTE Am  | 86  | ガルフ・レーシング                         | 4:01.046  | 4:09.283  | 4:24.017  | +41.313 | 51       |
| 59   | LMGTE Am  | 57  | チームAAI                                  | 4:02.326  | 4:05.822  | 4:33.533  | +42.593 | 52       |
| 60   | LMGTE Am  | 99  | アストンマーティン・レーシング             | 4:03.148  | No Time   | 5:12.788  | +43.415 | 53       |

## 決勝

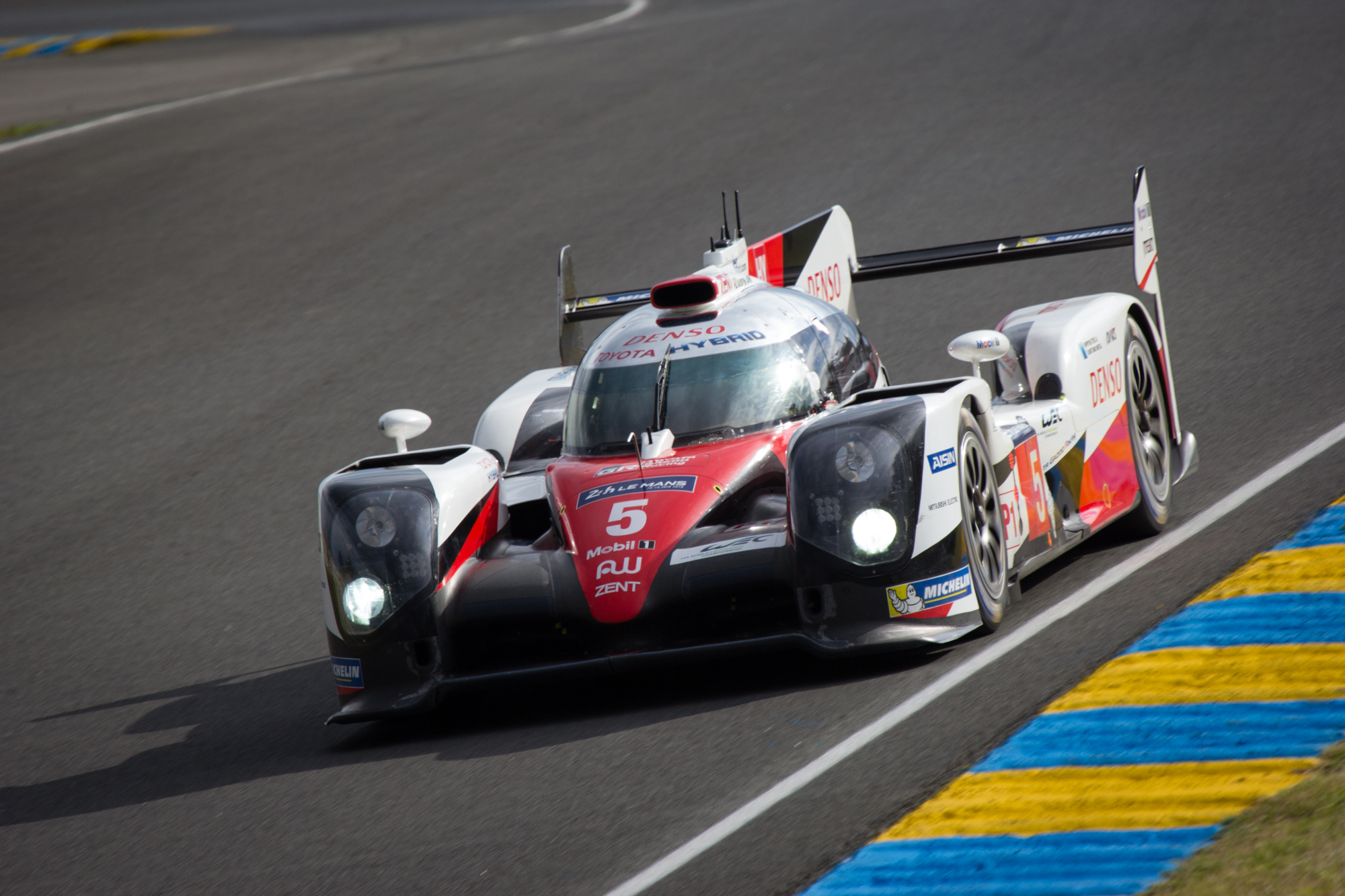
レース終了3分前まで首位を走行していたトヨタ5号車のレースカー「 トヨタ・TS050 HYBRID 」。

6月18日の午前9時から45分間のウォームアップ走行が行われた。トヨタ6号車のマイク・コンウェイが出したトップタイムを、セッション残り11分の時間帯でアウディ7号車のアンドレ・ロッテラーが1.2秒ほど上回って総合トップのタイムを記録している。3番手のタイムはポルシェ2号車が出した。パニス・バルテズ・コンペティションのリジェ23号車がポルシェ・カーブでクラッシュして15分程赤旗中断されて後に再開されてから約8分後、バシー・DCレーシング・アルピーヌ35号車がインディアナポリス・コーナーでコースオフの後バリアに衝突して2度目の赤旗中断となり、そのままセッションは再開することなく終了した。
決勝レースは午後3時にスタートが切られたが、開始直前に降り出した雨は間もなく激しい土砂降りとなり、セーフティカー先導のレーススタートを余儀なくさせられている。レース開始40分過ぎに雨が上がり始めると急速に路面が乾いていき、開始51分後にはセーフティカー・ランも終了して、決勝レースは8周目より実質的なスタートが切られた。
グリーン・フラッグが振られると、トヨタ6号車のマイク・コンウェイが前車を抜いてトップに立った。トヨタ5号車はドライバー交代直後にタイヤからの異常振動が生じて緊急ピットインを行ない、そこで1分ほどのピット作業を強いられることとなったが、さほど順位を落とすことなく5位のポジションでコースに戻っている。アウディ7号車はターボチャージャー周りのトラブルによるパーツ交換の為にガレージ作業が必要となり、大きく後れを取ることとなった。
LMP1では、トヨタが1スティント14周、ポルシェが1スティント13周、アウディが1スティント12周のペースで走行し、燃費に勝るトヨタが徐々にレースを有利に進め始める。トヨタ6号車が2位に30秒近いギャップを築いてトップを維持し、ポルシェ2号車が2位、ポルシェ1号車が3位、トヨタ5号車が4位を走行した。アウディ8号車は5位を走行するが、ガレージ作業もあってトップから2周差を付けられる。アウディ7号車は8周差とトップから大差を付けられた。
LMP2クラスは、トップを走っていたマノー44号車がスタートから5時間を経過しようとする時点でダンロップ・シケインでスピンし、替わってティリエ・バイ・TDSレーシング46号車の平川亮がクラストップに立つ。クラス2番手を走っていたKCMG47号車の松田次生はマシントラブルでリタイアに追い込まれている。LMGTE Proクラスでは、フォード・チップ・ガナッシ・チームUSA68号車と4.7秒差で追いかけるリシ・コンペティツィオーネ82号車との間で接戦が行われる。
スタートから8時間半を経過した時点で、3周に渡ってセーフティカー・ランとなり、レース再開直後にトヨタ6号車がドライバー交代の為ピットインし、その後ポルシェ2号車に一時的に先行を許すがすぐにトップを奪還する。ポルシェ1号車は午後11時過ぎに水温が上がりすぎるトラブルでウォーターポンプを交換する1時間以上のガレージ作業を強いられた。ポルシェ1号車の長時間に渡る戦線離脱によりトヨタ5号車が3位、アウディ8号車が4位にポジションを上げた。
ポルシェ2号車は215周走行した時点でパンクの為に緊急ピットインを強いられたりもしたが、トヨタを上回るラップスピードですかさずそのタイムロスを挽回し、その結果、1位トヨタ6号車・2位ポルシェ2号車・3位トヨタ5号車の3台の間でのタイム差が1分以内という非常に僅差で激しい上位争が続いた。一方アウディ7号車は16時間30分過ぎに再度ガレージ行きとなっている。LMP2クラスでは、クラス2位を走行中であったティリエ・バイ・TDSレーシング46号車の平川亮がクラッシュし、セーフティカーが導入される事態が生じた。46号車はピットになんとか戻ることが出来たが、直ちにガレージに入り長時間の修復作業が試みられることになった。このセーフティカーが導入されている時間帯に、トヨタの2台は同時にピットインをしてドライバー交代を行なった。セーフティカーがコースの外に出てレースが再開すると、セーフティカー導入の間にトップとの差を詰めていたセバスチャン・ブエミがドライブするトヨタ5号車がマイク・コンウェイがドライブするトヨタ6号車を追い抜いて首位が入れ替わり、首位トヨタ5号車、2位トヨタ6号車、3位ポルシェ2号車の順位となった。首位トヨタ5号車と3位ポルシェ2号車までのタイム差がわずか数秒差しかないという、激しい首位攻防戦が繰り広げられた。
バイコレス4号車は火災を起こしてリタイアとなった。小林可夢偉が駆るトヨタ6号車は開始20時間過ぎにスピンを喫して3位でコースに復帰した後、チェッカーを受ける為にガレージでチェックを行い首位から3周遅れに後退した。レース残り1時間半の時点で、首位のトヨタ5号車と2位ポルシェ2号車のタイム差はおよそ30秒となっていた。LMP2クラスに関しては、ティリエ・バイ・TDSレーシング46号車は結局修復できずリタイアに追い込まれている。
レース残り11分の時点でポルシェ2号車はスローパンクチャーにより予定外の（前後輪すべての）タイヤ交換を行なった。残り6分30秒の時点で、首位のトヨタ5号車と2位ポルシェ2号車のタイム差は1分14秒にまで広がっていた。それから間もなくをポルシェカーブを立ち上がったところを運転していたトヨタ5号車のドライバーの中嶋一貴からピットに悲痛な叫びの無線が入った。「 I have NO POWER ! NO POWER ! 」 それからトヨタ・TS050 HYBRIDはスローダウンを始め、パワーが上がらず時速200km以上の速度を出せなくなる。トヨタ5号車はなんとかメインストレートまで戻ってくるが、フィニシュラインを超えた地点で停止した。その横をニール・ジャニが運転するポルシェ2号車が一気に抜いていき、首位交代する。レースは残り3分25秒という時間帯の出来事であった。レース後にトヨタ5号車のトラブルの原因はターボチャージャーとインタークーラーを繋ぐ吸気ダクト回りの不具合であったことが判明する。
ル・マンでは6分以内に周回しないとリタイアと見なされるという規定があるが、トヨタ5号車はフィニシュラインを超えた地点で停止していた為に、完走扱いになるには6分以内に周回して再びフィニシュラインを超えなければならなかった。中嶋一貴はTS050 HYBRIDのシステムを一旦リセットして通常のスタートの手順で再起動を試みたが、TS050は動き出さなかった。他の手段を色々試行して何とか再始動させたが、時速100kmまでしか速度を上げることが出来なかった。公式には、トヨタ5号車は規定タイムを大幅に超える11分53秒815のタイムで最終ラップを周回した。この為トヨタ5号車は完走扱いにならず順位もつかなかった為、選手権でのポイントも獲得できなかった。
ポルシェ2号車がレースを完走して総合優勝を果たし、ポルシェが通算18度目のル・マン制覇を成し遂げた。トヨタ6号車が3周遅れの2位、アウディ8号車が12周遅れの3位に入っている。

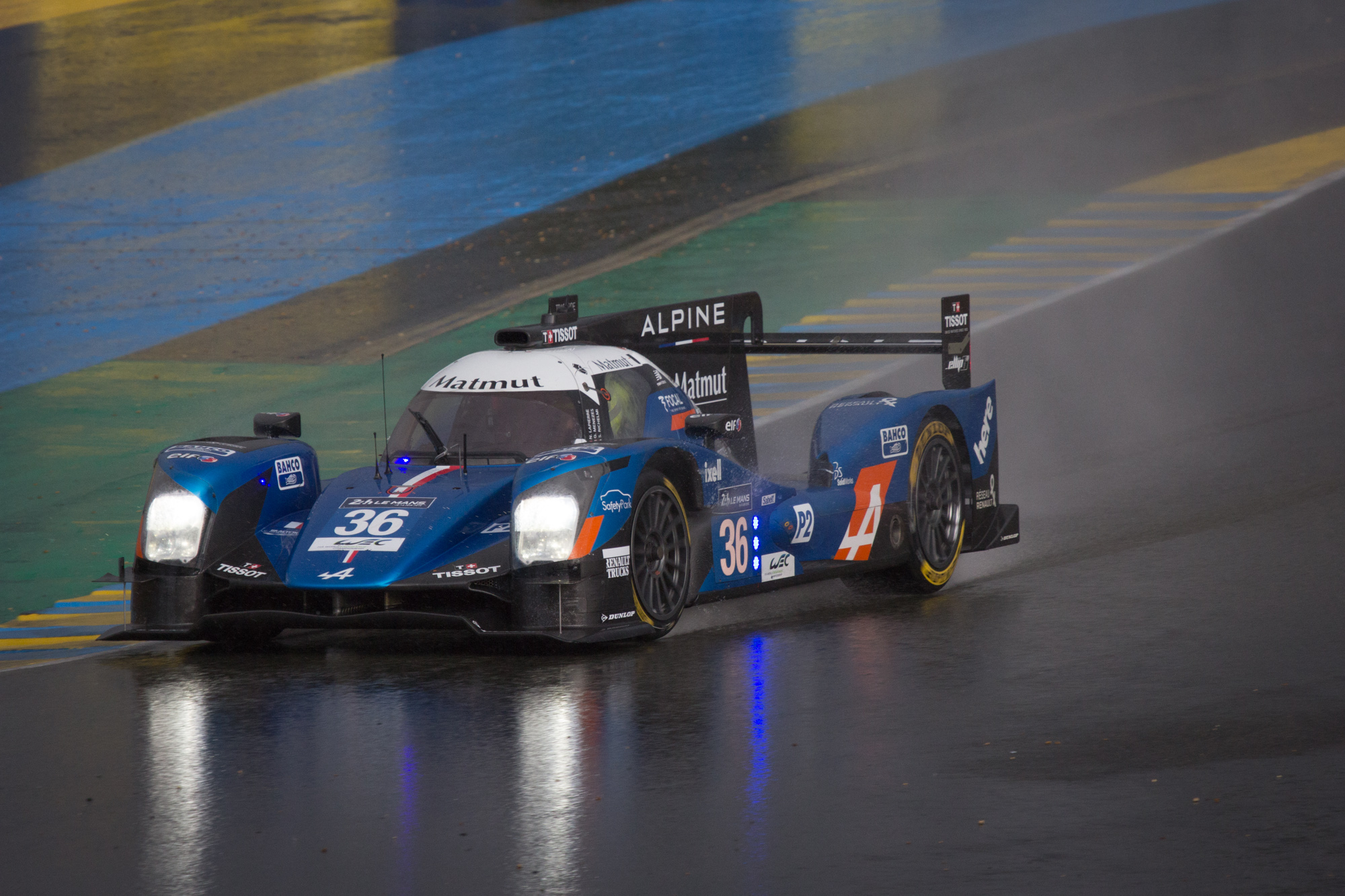
LMP2クラスを制したシグナテック-アルピーヌ36号車のレースカー「 アルピーヌ・A460 」。

LMP2クラスは、アルピーヌ・A460のレースカーをドライブしたニコラ・ラピエール/グスタヴォ・メネゼス/ステファン・リシェルミ組のシグナテック・アルピーヌ36号車がクラス優勝した。ラピエールは2年連続のLMP2クラス優勝であった。
LMGTE Proクラスは、ジョーイ・ハンド/ディルク・ミューラー/セバスチャン・ブルデー組のフォード・チップ・ガナッシ・チームUSA68号車フォード・GTが、リシ・コンペティツィオーネ82号車フェラーリ・488 GTEとの争いを制しクラス優勝を飾った。
LMGTE Amクラスは、ビル・スウィードラー/タウンゼント・ベル/ジェフ・シーガル組のスクーデリア・コルサ62号車のフェラーリ・458イタリア GT2がクラス優勝を果たした。澤圭太が乗り込んだクリアウォーター・レーシング61号車フェラーリはクラス4位、山岸大が乗り込んだラルブル・コンペティション50号車のシボレー・コルベットはクラス8位でレースを終えている。

### 決勝結果
各クラスの勝者は太字で表示
| 順位 | クラス                   | No. | チーム                                     | ドライバー                                                                             | シャシー                                                       | タイヤ | 周回数 |
| 順位 | クラス                   | No. | チーム                                     | ドライバー                                                                             | エンジン                                                       | タイヤ | 周回数 |
| ---- | ------------------------ | --- | ------------------------------------------ | -------------------------------------------------------------------------------------- | -------------------------------------------------------------- | ------ | ------ |
| 1    | LMP1                     | 2   | ポルシェチーム                             | - マルク・リープ - ロマン・デュマ - ニール・ジャニ                                     | ポルシェ・919ハイブリッド                                      | M      | 384    |
| 1    | LMP1                     | 2   | ポルシェチーム                             | - マルク・リープ - ロマン・デュマ - ニール・ジャニ                                     | ポルシェ 2.0 L ターボ V4(ガソリン・ターボ・ハイブリッド)       | M      | 384    |
| 2    | LMP1                     | 6   | トヨタ・ガズー・レーシング                 | - ステファン・サラザン - マイク・コンウェイ - 小林可夢偉                               | トヨタ・TS050 HYBRID                                           | M      | 381    |
| 2    | LMP1                     | 6   | トヨタ・ガズー・レーシング                 | - ステファン・サラザン - マイク・コンウェイ - 小林可夢偉                               | トヨタ 2.4 L ターボ V6(ガソリン・ターボ・ハイブリッド)         | M      | 381    |
| 3    | LMP1                     | 8   | アウディ・スポーツチーム ヨースト          | - ロイック・デュバル - ルーカス・ディ・グラッシ - オリバー・ジャービス                 | アウディ・R18                                                  | M      | 372    |
| 3    | LMP1                     | 8   | アウディ・スポーツチーム ヨースト          | - ロイック・デュバル - ルーカス・ディ・グラッシ - オリバー・ジャービス                 | アウディ TDI 4.0 L ターボ V6(ディーゼル・ターボ・ハイブリッド) | M      | 372    |
| 4    | LMP1                     | 7   | アウディ・スポーツチーム ヨースト          | - アンドレ・ロッテラー - マルセル・フェスラー - ブノワ・トレルイエ                     | アウディ・R18                                                  | M      | 367    |
| 4    | LMP1                     | 7   | アウディ・スポーツチーム ヨースト          | - アンドレ・ロッテラー - マルセル・フェスラー - ブノワ・トレルイエ                     | アウディ TDI 4.0 L ターボ V6(ディーゼル・ターボ・ハイブリッド) | M      | 367    |
| 5    | LMP2                     | 36  | シグナテック アルピーヌ                    | - ニコラ・ラピエール - グスタヴォ・メネゼス - ステファン・リシェルミ                   | アルピーヌ・A460                                               | D      | 357    |
| 5    | LMP2                     | 36  | シグナテック アルピーヌ                    | - ニコラ・ラピエール - グスタヴォ・メネゼス - ステファン・リシェルミ                   | ニッサン VK45DE 4.5 L V8                                       | D      | 357    |
| 6    | LMP2                     | 26  | G-ドライブ・レーシング                     | - ロマン・ルシノフ - ウィル・スティーブンス - レネ・ラスト                             | オレカ・05                                                     | D      | 357    |
| 6    | LMP2                     | 26  | G-ドライブ・レーシング                     | - ロマン・ルシノフ - ウィル・スティーブンス - レネ・ラスト                             | ニッサン VK45DE 4.5 L V8                                       | D      | 357    |
| 7    | LMP2                     | 37  | SMPレーシング                              | - ヴィタリー・ペトロフ - ヴィクトル・シャイタル - キリル・ラディギン                   | BRエンジニアリング・BR01                                       | D      | 353    |
| 7    | LMP2                     | 37  | SMPレーシング                              | - ヴィタリー・ペトロフ - ヴィクトル・シャイタル - キリル・ラディギン                   | ニッサン VK45DE 4.5 L V8                                       | D      | 353    |
| 8    | LMP2                     | 42  | ストラッカ・レーシング                     | - ニック・レベンティス - ジョニー・ケイン - ダニー・ワッツ                             | ギブソン・015S                                                 | D      | 351    |
| 8    | LMP2                     | 42  | ストラッカ・レーシング                     | - ニック・レベンティス - ジョニー・ケイン - ダニー・ワッツ                             | ニッサン VK45DE 4.5 L V8                                       | D      | 351    |
| 9    | LMP2                     | 33  | ユーラシア・モータースポーツ               | - ケヴィン・プー - トリスタン・ゴメンディ - ニック・ド・ブラン                         | オレカ・05                                                     | D      | 348    |
| 9    | LMP2                     | 33  | ユーラシア・モータースポーツ               | - ケヴィン・プー - トリスタン・ゴメンディ - ニック・ド・ブラン                         | ニッサン VK45DE 4.5 L V8                                       | D      | 348    |
| 10   | LMP2                     | 41  | グリーヴス・モータースポーツ               | - メモ・ロハス - ジュリアン・カナル - ナタナエル・ベルトン                             | リジェ・JS P2                                                  | D      | 348    |
| 10   | LMP2                     | 41  | グリーヴス・モータースポーツ               | - メモ・ロハス - ジュリアン・カナル - ナタナエル・ベルトン                             | ニッサン VK45DE 4.5 L V8                                       | D      | 348    |
| 11   | LMP2                     | 27  | SMPレーシング                              | - ニコラ・ミナシアン - マウリツィオ・メディアーニ - ミハイル・アリョーシン             | BRエンジニアリング・BR01                                       | D      | 347    |
| 11   | LMP2                     | 27  | SMPレーシング                              | - ニコラ・ミナシアン - マウリツィオ・メディアーニ - ミハイル・アリョーシン             | ニッサン VK45DE 4.5 L V8                                       | D      | 347    |
| 12   | LMP2                     | 23  | パニス-バルテス・コンペティション          | - ファビアン・バルテス - ティモテ・ビュレ - ポール＝ルウ・シャタン                     | リジェ・JS P2                                                  | M      | 347    |
| 12   | LMP2                     | 23  | パニス-バルテス・コンペティション          | - ファビアン・バルテス - ティモテ・ビュレ - ポール＝ルウ・シャタン                     | ニッサン VK45DE 4.5 L V8                                       | M      | 347    |
| 13   | LMP1                     | 1   | ポルシェチーム                             | - ティモ・ベルンハルト - ブレンドン・ハートレイ - マーク・ウェバー                     | ポルシェ・919ハイブリッド                                      | M      | 346    |
| 13   | LMP1                     | 1   | ポルシェチーム                             | - ティモ・ベルンハルト - ブレンドン・ハートレイ - マーク・ウェバー                     | ポルシェ 2.0 L ターボ V4(ガソリン・ターボ・ハイブリッド)       | M      | 346    |
| 14   | LMP2                     | 49  | マイケル・シャンク・レーシング             | - ジョン・ピュー - オズワルド・ネグリJr. - ローレンス・ヴァントール                    | リジェ・JS P2                                                  | D      | 345    |
| 14   | LMP2                     | 49  | マイケル・シャンク・レーシング             | - ジョン・ピュー - オズワルド・ネグリJr. - ローレンス・ヴァントール                    | ホンダ HR28TT 2.8 L ターボ V6                                  | D      | 345    |
| 15   | LMP2                     | 43  | RGRスポーツ・バイ・モラン                  | - リカルド・ゴンザレス - フェリペ・アルブケルケ - ブルーノ・セナ                       | リジェ・JS P2                                                  | D      | 344    |
| 15   | LMP2                     | 43  | RGRスポーツ・バイ・モラン                  | - リカルド・ゴンザレス - フェリペ・アルブケルケ - ブルーノ・セナ                       | ニッサン VK45DE 4.5 L V8                                       | D      | 344    |
| 16   | LMP2                     | 30  | エクストリーム・スピード・モータースポーツ | - スコット・シャープ - エド・ブラウン - ジョハネス・ヴァン・オーヴァービーク           | リジェ・JS P2                                                  | D      | 341    |
| 16   | LMP2                     | 30  | エクストリーム・スピード・モータースポーツ | - スコット・シャープ - エド・ブラウン - ジョハネス・ヴァン・オーヴァービーク           | ニッサン VK45DE 4.5 L V8                                       | D      | 341    |
| 17   | LMP2                     | 25  | アルガルヴェ・プロ・レーシング             | - マイケル・マネマン - クリス・ホイ - アンドレア・ピッツィトーラ                       | リジェ・JS P2                                                  | D      | 341    |
| 17   | LMP2                     | 25  | アルガルヴェ・プロ・レーシング             | - マイケル・マネマン - クリス・ホイ - アンドレア・ピッツィトーラ                       | ニッサン VK45DE 4.5 L V8                                       | D      | 341    |
| 18   | LMGTE Pro                | 68  | フォード・チップ・ガナッシ・チームUSA      | - ジョーイ・ハンド - ディルク・ミューラー - セバスチャン・ボーデ                       | フォード・GT                                                   | M      | 340    |
| 18   | LMGTE Pro                | 68  | フォード・チップ・ガナッシ・チームUSA      | - ジョーイ・ハンド - ディルク・ミューラー - セバスチャン・ボーデ                       | フォード エコブースト 3.5 L ターボ V6                          | M      | 340    |
| 19   | LMGTE Pro                | 82  | リシ・コンペティツィーネ                   | - ジャンカルロ・フィジケラ - マッテオ・マルチェリ - トニ・バイランダー                 | フェラーリ・488 GTE                                            | M      | 340    |
| 19   | LMGTE Pro                | 82  | リシ・コンペティツィーネ                   | - ジャンカルロ・フィジケラ - マッテオ・マルチェリ - トニ・バイランダー                 | フェラーリ F154CB 3.9 L ターボ V8                              | M      | 340    |
| 20   | LMGTE Pro                | 69  | フォード・チップ・ガナッシ・チームUSA      | - ライアン・ブリスコー - リチャード・ウェストブルック - スコット・ディクソン           | フォード・GT                                                   | M      | 340    |
| 20   | LMGTE Pro                | 69  | フォード・チップ・ガナッシ・チームUSA      | - ライアン・ブリスコー - リチャード・ウェストブルック - スコット・ディクソン           | フォード エコブースト 3.5 L ターボ V6                          | M      | 340    |
| 21   | LMGTE Pro                | 66  | フォード・チップ・ガナッシ・チームUK       | - オリヴィエ・プラ - シュテファン・ミュッケ - ビリー・ジョンソン                       | フォード・GT                                                   | M      | 339    |
| 21   | LMGTE Pro                | 66  | フォード・チップ・ガナッシ・チームUK       | - オリヴィエ・プラ - シュテファン・ミュッケ - ビリー・ジョンソン                       | フォード エコブースト 3.5 L ターボ V6                          | M      | 339    |
| 22   | LMP2                     | 40  | クローン・レーシング                       | - トレイシー・クローン - ニクラス・イェンソン - ジョアン・バルボーザ                   | リジェ・JS P2                                                  | M      | 338    |
| 22   | LMP2                     | 40  | クローン・レーシング                       | - トレイシー・クローン - ニクラス・イェンソン - ジョアン・バルボーザ                   | ニッサン VK45DE 4.5 L V8                                       | M      | 338    |
| 23   | LMGTE Pro                | 95  | アストンマーティン・レーシング             | - ニッキー・ティーム - マルコ・ソレンセン - ダレン・ターナー                           | アストンマーティン・V8ヴァンテージ・GTE                        | D      | 338    |
| 23   | LMGTE Pro                | 95  | アストンマーティン・レーシング             | - ニッキー・ティーム - マルコ・ソレンセン - ダレン・ターナー                           | アストンマーティン 4.5 L V8                                    | D      | 338    |
| 24   | LMGTE Pro                | 97  | アストンマーティン・レーシング             | - フェルナンド・レース - ジョナサン・アダム - リッチー・スタナウェイ                   | アストンマーティン・V8ヴァンテージ・GTE                        | D      | 337    |
| 24   | LMGTE Pro                | 97  | アストンマーティン・レーシング             | - フェルナンド・レース - ジョナサン・アダム - リッチー・スタナウェイ                   | アストンマーティン 4.5 L V8                                    | D      | 337    |
| 25   | LMGTE Pro                | 63  | コルベット・レーシング-GM                  | - ヤン・マグヌッセン - アントニオ・ガルシア - リッキー・テイラー                       | シボレー・コルベット C7.R                                      | M      | 336    |
| 25   | LMGTE Pro                | 63  | コルベット・レーシング-GM                  | - ヤン・マグヌッセン - アントニオ・ガルシア - リッキー・テイラー                       | シボレー LT5.5 5.5 L V8                                        | M      | 336    |
| 26   | LMGTE Am                 | 62  | スクーデリア・コルサ                       | - ビル・スウィードラー - タウンゼント・ベル - ジェフ・シーガル                         | フェラーリ・458イタリア GT2                                    | M      | 331    |
| 26   | LMGTE Am                 | 62  | スクーデリア・コルサ                       | - ビル・スウィードラー - タウンゼント・ベル - ジェフ・シーガル                         | フェラーリ F136GT 4.5 L V8                                     | M      | 331    |
| 27   | LMGTE Am                 | 83  | AFコルセ                                   | - フランソワ・ペロド - エマニュエル・コラール - ルイ・アグアス                         | フェラーリ・458イタリア GT2                                    | M      | 331    |
| 27   | LMGTE Am                 | 83  | AFコルセ                                   | - フランソワ・ペロド - エマニュエル・コラール - ルイ・アグアス                         | フェラーリ F136GT 4.5 L V8                                     | M      | 331    |
| 28   | LMGTE Am                 | 88  | アブダビ-プロトン・レーシング              | - ハリド・アル・クバイシ - パトリック・ロング - デイヴィッド・ハイネマイヤー・ハンソン | ポルシェ・911 RSR                                              | M      | 330    |
| 28   | LMGTE Am                 | 88  | アブダビ-プロトン・レーシング              | - ハリド・アル・クバイシ - パトリック・ロング - デイヴィッド・ハイネマイヤー・ハンソン | ポルシェ 4.0 L フラット6                                       | M      | 330    |
| 29   | LMP1                     | 12  | レベリオン・レーシング                     | - ニコラ・プロスト - ニック・ハイドフェルド - ネルソン・ピケJr.                        | レベリオン・R-One                                              | D      | 330    |
| 29   | LMP1                     | 12  | レベリオン・レーシング                     | - ニコラ・プロスト - ニック・ハイドフェルド - ネルソン・ピケJr.                        | AER P60 2.4 L ターボ V6                                        | D      | 330    |
| 30   | LMGTE Am                 | 61  | クリアウォーター・レーシング               | - ウェン・スン・モク - ロブ・ベル - 澤圭太                                             | フェラーリ・458イタリア GT2                                    | M      | 329    |
| 30   | LMGTE Am                 | 61  | クリアウォーター・レーシング               | - ウェン・スン・モク - ロブ・ベル - 澤圭太                                             | フェラーリ F136GT 4.5 L V8                                     | M      | 329    |
| 31   | LMGTE Pro                | 77  | デンプシー-プロトン・レーシング            | - リヒャルト・リーツ - フィリップ・エング - ミカエル・クリステンセン                   | ポルシェ・911 RSR                                              | M      | 329    |
| 31   | LMGTE Pro                | 77  | デンプシー-プロトン・レーシング            | - リヒャルト・リーツ - フィリップ・エング - ミカエル・クリステンセン                   | ポルシェ 4.0 L フラット6                                       | M      | 329    |
| 32   | LMP2                     | 22  | SO24!・バイ・ロンバール・レーシング        | - ヴァンサン・カピレール - エリック・マリス - ジョナサン・コールマン                   | リジェ・JS P2                                                  | D      | 328    |
| 32   | LMP2                     | 22  | SO24!・バイ・ロンバール・レーシング        | - ヴァンサン・カピレール - エリック・マリス - ジョナサン・コールマン                   | ジャッド HK 3.6 L V8                                           | D      | 328    |
| 33   | LMGTE Am                 | 86  | ガルフ・レーシング                         | - マイク・ウェインライト - アダム・キャロル - ベン・バーカー                           | ポルシェ・911 RSR                                              | M      | 328    |
| 33   | LMGTE Am                 | 86  | ガルフ・レーシング                         | - マイク・ウェインライト - アダム・キャロル - ベン・バーカー                           | ポルシェ 4.0 L フラット6                                       | M      | 328    |
| 34   | LMP2                     | 48  | マーフィ・プロトタイプス                   | - ベン・キーティング - マルク・ホーセンス - ジェロエン・ブリークモレン                 | オレカ・03R                                                    | D      | 323    |
| 34   | LMP2                     | 48  | マーフィ・プロトタイプス                   | - ベン・キーティング - マルク・ホーセンス - ジェロエン・ブリークモレン                 | ニッサン VK45DE 4.5 L V8                                       | D      | 323    |
| 35   | LMGTE Am                 | 60  | フォーミュラ・レーシング                   | - ジョニー・ラウルセン - クリスティーナ・ニールセン - ミッケル・マック                 | フェラーリ・458イタリア GT2                                    | M      | 319    |
| 35   | LMGTE Am                 | 60  | フォーミュラ・レーシング                   | - ジョニー・ラウルセン - クリスティーナ・ニールセン - ミッケル・マック                 | フェラーリ F136GT 4.5 L V8                                     | M      | 319    |
| 36   | LMGTE Am                 | 99  | アストンマーティン・レーシング             | - アンドリュー・ハワード - リーアム・グリフィン - ガリー・ヒルシュ                     | アストンマーティン・V8ヴァンテージ・GTE                        | D      | 318    |
| 36   | LMGTE Am                 | 99  | アストンマーティン・レーシング             | - アンドリュー・ハワード - リーアム・グリフィン - ガリー・ヒルシュ                     | アストンマーティン 4.5 L V8                                    | D      | 318    |
| 37   | LMGTE Am                 | 50  | ラルブル・コンペティション                 | - 山岸大 - ピエール・ラグ - ジャン＝フィリップ・ベロック                               | シボレー・コルベット C7.R                                      | M      | 316    |
| 37   | LMGTE Am                 | 50  | ラルブル・コンペティション                 | - 山岸大 - ピエール・ラグ - ジャン＝フィリップ・ベロック                               | シボレー LT5.5 5.5 L V8                                        | M      | 316    |
| 38   |                          | 84  | SRT41・バイ・オークレーシング              | - フレデリック・ソーセ - クリストフ・タンソー - ジャン＝ベルナール・ブヴェ             | モーガン・LMP2                                                 | M      | 315    |
| 38   | ニッサン VK45DE 4.5 L V8 | 84  | SRT41・バイ・オークレーシング              | - フレデリック・ソーセ - クリストフ・タンソー - ジャン＝ベルナール・ブヴェ             |                                                                | M      | 315    |
| 39   | LMGTE Am                 | 57  | チームAAI                                  | - ジョニー・オコーネル - マーク・パターソン - オリヴァー・ブライアント                 | シボレー・コルベット C7.R                                      | M      | 306    |
| 39   | LMGTE Am                 | 57  | チームAAI                                  | - ジョニー・オコーネル - マーク・パターソン - オリヴァー・ブライアント                 | シボレー LT5.5 5.5 L V8                                        | M      | 306    |
| 40   | LMGTE Pro                | 67  | フォード・チップ・ガナッシ・チームUK       | - アンディ・プリオール - マリーノ・フランキッティ - ハリー・ティンクネル               | フォード・GT                                                   | M      | 306    |
| 40   | LMGTE Pro                | 67  | フォード・チップ・ガナッシ・チームUK       | - アンディ・プリオール - マリーノ・フランキッティ - ハリー・ティンクネル               | フォード エコブースト 3.5 L ターボ V6                          | M      | 306    |
| 41   | LMGTE Am                 | 78  | KCMG                                       | - クリスティアン・リート - ヴォルフ・ヘンツラー - ジョエル・カマティアス               | ポルシェ・911 RSR                                              | M      | 300    |
| 41   | LMGTE Am                 | 78  | KCMG                                       | - クリスティアン・リート - ヴォルフ・ヘンツラー - ジョエル・カマティアス               | ポルシェ 4.0 L フラット6                                       | M      | 300    |
| 42   | LMP2                     | 31  | エクストリーム・スピード・モータースポーツ | - ライアン・ダルジール - クリス・カミング - ピポ・デラーニ                             | リジェ・JS P2                                                  | D      | 297    |
| 42   | LMP2                     | 31  | エクストリーム・スピード・モータースポーツ | - ライアン・ダルジール - クリス・カミング - ピポ・デラーニ                             | ニッサン VK45DE 4.5 L V8                                       | D      | 297    |
| 43   | LMGTE Am                 | 55  | AFコルセ                                   | - ダンカン・キャメロン - アーロン・スコット - マット・グリフィン                       | フェラーリ・458イタリア GT2                                    | M      | 289    |
| 43   | LMGTE Am                 | 55  | AFコルセ                                   | - ダンカン・キャメロン - アーロン・スコット - マット・グリフィン                       | フェラーリ F136GT 4.5 L V8                                     | M      | 289    |
| 44   | LMP2                     | 34  | レース・パフォーマンス                     | - ニコラ・ロイトヴィラー - ジェイムズ・ウィンズロー - 中野信治                         | オレカ・03R                                                    | D      | 289    |
| 44   | LMP2                     | 34  | レース・パフォーマンス                     | - ニコラ・ロイトヴィラー - ジェイムズ・ウィンズロー - 中野信治                         | ジャッド HK 3.6 L V8                                           | D      | 289    |
| NC   | LMP1                     | 5   | トヨタ・ガズー・レーシング                 | - アンソニー・デビッドソン - セバスチャン・ブエミ - 中嶋一貴                           | トヨタ・TS050 HYBRID                                           | M      | 384    |
| NC   | LMP1                     | 5   | トヨタ・ガズー・レーシング                 | - アンソニー・デビッドソン - セバスチャン・ブエミ - 中嶋一貴                           | トヨタ 2.4 L ターボ V6(ガソリン・ターボ・ハイブリッド)         | M      | 384    |
| DNF  | LMP2                     | 28  | ペガサス・レーシング                       | - イネス・テッタンジェ - レオ・ルセル - レミー・ストリエビグ                           | モーガン・LMP2                                                 | M      | 292    |
| DNF  | LMP2                     | 28  | ペガサス・レーシング                       | - イネス・テッタンジェ - レオ・ルセル - レミー・ストリエビグ                           | ニッサン VK45DE 4.5 L V8                                       | M      | 292    |
| DNF  | LMP2                     | 44  | マノー                                     | - タァ・グレイヴス - マシュー・ラオ - ロベルト・メリ                                   | オレカ・05                                                     | D      | 283    |
| DNF  | LMP2                     | 44  | マノー                                     | - タァ・グレイヴス - マシュー・ラオ - ロベルト・メリ                                   | ニッサン VK45DE 4.5 L V8                                       | D      | 283    |
| DNF  | LMGTE Am                 | 98  | アストンマーティン・レーシング             | - ポール・ダラ・ラナ - ペドロ・ラミー - マティアス・ラウダ                             | アストンマーティン・V8ヴァンテージ・GTE                        | D      | 281    |
| DNF  | LMGTE Am                 | 98  | アストンマーティン・レーシング             | - ポール・ダラ・ラナ - ペドロ・ラミー - マティアス・ラウダ                             | アストンマーティン 4.5 L V8                                    | D      | 281    |
| DNF  | LMP2                     | 46  | ティリエ・バイ・ TDSレーシング             | - ピエール・ティリエ - マティアス・ベシェ - 平川亮                                     | オレカ・05                                                     | D      | 241    |
| DNF  | LMP2                     | 46  | ティリエ・バイ・ TDSレーシング             | - ピエール・ティリエ - マティアス・ベシェ - 平川亮                                     | ニッサン VK45DE 4.5 L V8                                       | D      | 241    |
| DNF  | LMP2                     | 35  | バシー・DCレーシング アルピーヌ            | - デヴィッド・チョン - ホーピン・タン - ネルソン・パンシアティシ                       | アルピーヌ・A460                                               | D      | 234    |
| DNF  | LMP2                     | 35  | バシー・DCレーシング アルピーヌ            | - デヴィッド・チョン - ホーピン・タン - ネルソン・パンシアティシ                       | ニッサン VK45DE 4.5 L V8                                       | D      | 234    |
| DNF  | LMP2                     | 38  | G-ドライブ・レーシング                     | - サイモン・ドゥーラン - ジェイク・デニス - ギド・ヴァン・デル・ガルデ                 | ギブソン・015S                                                 | D      | 222    |
| DNF  | LMP2                     | 38  | G-ドライブ・レーシング                     | - サイモン・ドゥーラン - ジェイク・デニス - ギド・ヴァン・デル・ガルデ                 | ニッサン VK45DE 4.5 L V8                                       | D      | 222    |
| DNF  | LMGTE Pro                | 64  | コルベット・レーシング-GM                  | - オリバー・ギャビン - トミー・ミルナー - ジョーダン・テイラー                         | シボレー・コルベット C7.R                                      | M      | 219    |
| DNF  | LMGTE Pro                | 64  | コルベット・レーシング-GM                  | - オリバー・ギャビン - トミー・ミルナー - ジョーダン・テイラー                         | シボレー LT5.5 5.5 L V8                                        | M      | 219    |
| DNF  | LMP1                     | 4   | バイコレス・レーシングチーム               | - シモン・トルマー - ピエール・カッファー - オリヴァー・ウェブ                         | CLM P1/01                                                      | D      | 206    |
| DNF  | LMP1                     | 4   | バイコレス・レーシングチーム               | - シモン・トルマー - ピエール・カッファー - オリヴァー・ウェブ                         | AER P60 2.4 L ターボ V6                                        | D      | 206    |
| DNF  | LMP1                     | 13  | レベリオン・レーシング                     | - ドミニク・クライハマー - アレキサンドレ・インペラトーリ - マッテオ・トゥシャー       | レベリオン・R-One                                              | D      | 200    |
| DNF  | LMP1                     | 13  | レベリオン・レーシング                     | - ドミニク・クライハマー - アレキサンドレ・インペラトーリ - マッテオ・トゥシャー       | AER P60 2.4 L ターボ V6                                        | D      | 200    |
| DNF  | LMGTE Pro                | 51  | AFコルセ                                   | - ジャンマリア・ブルーニ - アレッサンドロ・ピエール・グイディ - ジェームス・カラド     | フェラーリ・488 GTE                                            | M      | 179    |
| DNF  | LMGTE Pro                | 51  | AFコルセ                                   | - ジャンマリア・ブルーニ - アレッサンドロ・ピエール・グイディ - ジェームス・カラド     | フェラーリ F154CB 3.9 L ターボ V8                              | M      | 179    |
| DNF  | LMGTE Pro                | 71  | AFコルセ                                   | - ダヴィデ・リゴン - アンドレア・ベルトリーニ - サム・バード                           | フェラーリ・488 GTE                                            | M      | 143    |
| DNF  | LMGTE Pro                | 71  | AFコルセ                                   | - ダヴィデ・リゴン - アンドレア・ベルトリーニ - サム・バード                           | フェラーリ F154CB 3.9 L ターボ V8                              | M      | 143    |
| DNF  | LMGTE Pro                | 92  | ポルシェ・モータースポーツ                 | - フレデリック・マコヴィッキィ - ヨルグ・ベルグマイスター - アール・バンバー           | ポルシェ・911 RSR                                              | M      | 140    |
| DNF  | LMGTE Pro                | 92  | ポルシェ・モータースポーツ                 | - フレデリック・マコヴィッキィ - ヨルグ・ベルグマイスター - アール・バンバー           | ポルシェ 4.0 L フラット6                                       | M      | 140    |
| DNF  | LMGTE Pro                | 91  | ポルシェ・モータースポーツ                 | - パトリック・ピレ - ケビン・エストレ - ニック・タンディ                               | ポルシェ・911 RSR                                              | M      | 135    |
| DNF  | LMGTE Pro                | 91  | ポルシェ・モータースポーツ                 | - パトリック・ピレ - ケビン・エストレ - ニック・タンディ                               | ポルシェ 4.0 L フラット6                                       | M      | 135    |
| DNF  | LMP2                     | 47  | KCMG                                       | - 松田次生 - リチャード・ブラッドリー - マシュー・ハウソン                             | オレカ・05                                                     | D      | 116    |
| DNF  | LMP2                     | 47  | KCMG                                       | - 松田次生 - リチャード・ブラッドリー - マシュー・ハウソン                             | ニッサン VK45DE 4.5 L V8                                       | D      | 116    |
| DNF  | LMGTE Am                 | 89  | プロトン・コンペティション                 | - リー・キーン - マーク・ミラー                                                        | ポルシェ・911 RSR                                              | M      | 50     |
| DNF  | LMGTE Am                 | 89  | プロトン・コンペティション                 | - リー・キーン - マーク・ミラー                                                        | ポルシェ 4.0 L フラット6                                       | M      | 50     |

#### 統計
- 最高速 - レベリオン・R-One - 時速332 km
- ファステストラップ - トヨタ6号車 TS050 HYBRID - 3分21秒756

## レース後のトヨタ5号車に関して
レース直後、歓喜に沸くポルシェのピットとは対照的にトヨタのピットは重苦しい雰囲気が漂い、溢れる涙をこらえようとする者や人目をはばからず泣く者もいた。
5号車から降りるまで比較的冷静だった中嶋一貴も、出迎えたチームメイトのセバスチャン・ブエミとエンジニアの姿を見て感情が抑えきれず、涙が止まらなかった。チームメイトについても、ブエミは口惜しさを怒りに変えているようであったが、アンソニー・デビッドソンは深く落ち込んでいる様子が見られた。ただ、トヨタチームに対してサーキット全体が温かく見守ってくれていることが感じられ、中嶋一貴は心に響いたという。
今一歩のところで優勝を逃すこととなったトヨタの健闘を称える賛辞が、優勝したポルシェチームやライバルのアウディチームから相次いでいる。

## 注記
1. 1 2 3 4 5  バイコレス4号車のCLM-AER、ペガサス28号車のモーガン-ニッサン、エクストリーム・スピード30号車のリジェ-ニッサン、SO24!・バイ・ロンバール・レーシング22号車のリジェ-ジャッド、クローン・レーシング40リジェ-ニッサンは、それぞれがエントリーしているクラスの予選トップタイムの110%以内の予選ラップタイムを出さなければいけないという規定を達成できなかった為、決勝のスターティンググリッドの降格処分を受けた[37]。
2. 1 2  SMP27号車のBR01-ニッサンとコルベット63号車は、予選の夜間セッションにおいて5周以上周回しなければならないという規定を達成できなかった為、決勝のステーティンググリッドの降格処分を受けた[37]。
3. ↑  レース・パフォーマンス34号車はシルバーランクのドライバーが義務付けられている練習走行の規定走行時間を達成することが出来なかった為、レースのラップタイム合計にその不足した走行時間の分の33分12秒828のタイム（レースカーが8周して2分走行した時の計測タイムに相当する）を加算するペナルティが課されることになった[58]。
4. ↑  トヨタ5号車は最終ラップを規定の6分以内で周回出来なかった為、完走扱いとはならず順位も付かなかった[57]。
5. ↑  クーパー・マクニールはレースを前にして病気に罹り、プロトン・コンペティション89号車のドライブが許可されない事態となった。レース直前のリザーブドライバーのガンナー・ジャネットへのドライバー交代は、ACOから許可されなかった。予選で89号車をドライブしていてACOから決勝の走行を認められた、チームの残りの2人のドライバーのみによって、89号車は24時間レースに臨むことになった[59]。